# Leidyosuchus canadensis
Leidyosuchus canadensis è una specie estinta di coccodrillo, vissuto nel Cretaceo superiore (circa 80 milioni di anni fa). I suoi resti fossili sono stati ritrovati in Nordamerica (Alberta, Canada). 

## Descrizione
L'aspetto di questo coccodrillo era molto simile a quello di un attuale caimano: il cranio era lungo circa 40 centimetri, relativamente snello e dotato di denti conici, dritti e appuntiti. Il corpo era robusto, le zampe piuttosto corte e la coda lunga e appiattita lateralmente. 

## Classificazione
Descritto nel 1907 da Lawrence Lambe, questo animale è stato subito considerato un parente prossimo dei coccodrilli. Al genere Leidyosuchus (il cui nome significa "coccodrillo di Leidy", dal famoso paleontologo Joseph Leidy) sono state ascritte in seguito numerose specie, tutte provenienti dal Nordamerica e vissute tra il Cretaceo superiore e l'Eocene medio. Numerose specie, però, sono state in seguito ridescritte come appartenenti al nuovo genere Borealosuchus, più primitivo, e a Listrognathosuchus.